# Campionati italiani di triathlon cross country del 2012
I Campionati italiani di triathlon cross country del 2012 (VIII edizione) sono stati organizzati dalla Federazione Italiana Triathlon e si sono tenuti a Cala Ginepro in Sardegna, in data 27 maggio 2012.
Tra gli uomini ha vinto per la quarta volta - dopo le edizioni del 2007, 2009 e 2011 - Gianpietro De Faveri (G.P. Triathlon), mentre la gara femminile è andata per la seconda volta consecutiva a Sara Tavecchio (Triathlon Cremona Stradivari).
La competizione si è svolta all'interno della rassegna internazionale "X-Terra Italy" vinta dal francese Nicolas Lebrun e dalla britannica Jacqui Slack.

## Risultati

### Élite uomini
| Pos. | Atleta               | Società sportiva             | Nuoto    | Bici     | Corsa    | Totale   |
| ---- | -------------------- | ---------------------------- | -------- | -------- | -------- | -------- |
|      | Gianpietro De Faveri | G.P. Triathlon               | 00:16:34 | 01:31:56 | 00:39:54 | 02:30:01 |
|      | Fabio Guidelli       | Arezzo Triathlon             | 00:16:26 | 01:36:40 | 00:39:28 | 02:34:20 |
|      | Antonello Pallotta   | SBR3 Triathlon               | 00:19:32 | 01:34:05 | 00:39:41 | 02:35:28 |
| 4    | Fabrizio Baralla     | Triathlon Team Sassari       | 00:17:31 | 01:37:56 | 00:38:55 | 02:36:11 |
| 5    | Matteo Marchisio     | Torino Triathlon             | 00:19:02 | 01:36:13 | 00:41:21 | 02:38:41 |
| 6    | Marco Spadaccia      | Arezzo Triathlon             | 00:18:35 | 01:36:41 | 00:42:27 | 02:39:52 |
| 7    | Fabio Assandri       | Torino Triathlon             | 00:19:04 | 01:40:30 | 00:40:42 | 02:42:50 |
| 8    | Marco Moroni         | ARC Busto Arsizio            | 00:20:06 | 01:39:58 | 00:43:28 | 02:45:39 |
| 9    | Daniele Michelet     | A3 Triathlon                 | 00:19:04 | 01:40:52 | 00:43:34 | 02:45:44 |
| 10   | Riccardo Rosticci    | SBR3 Triathlon               | 00:17:45 | 01:40:33 | 00:46:42 | 02:47:06 |
| 11   | Pasquale Cassese     | Triathlon Team Sassari       | 00:20:57 | 01:42:41 | 00:43:38 | 02:49:26 |
| 12   | Alessandro Cassetti  | Triathlon Cremona Stradivari | 00:21:05 | 01:44:25 | 00:42:21 | 02:50:46 |
| 13   | Daniele Cantamessa   | Triathlon Cremona Stradivari | 00:21:49 | 01:41:32 | 00:44:55 | 02:50:58 |
| 14   | Luca Alladio         | Trisports.it Team            | 00:23:09 | 01:38:48 | 00:45:33 | 02:51:14 |
| 15   | Roberto Piroddi      | Triathlon Team Sassari       | 00:21:03 | 01:42:28 | 00:45:58 | 02:51:40 |
| 16   | Simone Cossu         | Sinis Oristano               | 00:21:42 | 01:45:08 | 00:42:32 | 02:52:27 |
| 17   | Alessio Manfrin      | Tri. Rari Nantes Marostica   | 00:20:07 | 01:46:52 | 00:42:24 | 02:52:33 |
| 18   | Mauro Garavaglia     | Trylogy                      | 00:19:01 | 01:48:37 | 00:44:20 | 02:54:13 |
| 19   | Gianfranco Cocco     | Fuel Triathlon               | 00:22:17 | 01:44:58 | 00:44:42 | 02:54:14 |
| 20   | Mirko Mattoccia      | Roma Triathlon               | 00:20:10 | 01:47:29 | 00:43:43 | 02:54:28 |

### Élite donne
| Pos. | Atleta               | Società sportiva             | Nuoto    | Bici     | Corsa    | Totale   |
| ---- | -------------------- | ---------------------------- | -------- | -------- | -------- | -------- |
|      | Sara Tavecchio       | Triathlon Cremona Stradivari | 00:20:36 | 01:55:24 | 00:49:33 | 03:08:00 |
|      | Silvia Riccò         | Triathlon Cremona Stradivari | 00:20:02 | 02:07:08 | 00:43:48 | 03:13:40 |
|      | Ilaria Zavanone      | Torino Triathlon             | 00:25:08 | 02:00:14 | 00:50:03 | 03:18:42 |
| 4    | Marcella Chiavaccini | 4 Mori Triathlon             | 00:28:48 | 02:03:36 | 00:50:52 | 03:26:32 |
| 5    | Elisabetta Mosso     | Survival                     | 00:26:54 | 02:06:42 | 00:51:26 | 03:27:25 |
| 6    | Paola Goldoni        | Desenzano Triathlon          | 00:26:48 | 02:13:44 | 00:49:53 | 03:33:22 |
| 7    | Roberta Frigeri      | ARC Busto Arsizio            | 00:27:48 | 02:05:26 | 00:57:14 | 03:33:37 |
| 8    | Stefania Pacca       | Lazio Triathlon              | 00:25:57 | 02:16:54 | 00:48:38 | 03:34:30 |
| 9    | Patrizia Bassetto    | Villacidro Triathlon         | 00:30:23 | 02:14:31 | 00:53:52 | 03:42:08 |
| 10   | Angela Fogarolli     | Fersentri                    | 00:29:29 | 02:20:31 | 00:55:03 | 03:48:32 |
| 11   | Giacinta Savorani    | Triathlon Faenza             | 00:25:28 | 02:29:42 | 00:57:26 | 03:55:29 |
| 12   | Raffaella Mele       | Forhans Team                 | 00:27:17 | 02:42:25 | 01:00:13 | 04:13:22 |
| 13   | Luisella Iabichella  | Road Runners                 | 00:30:51 | 02:45:59 | 01:05:40 | 04:26:46 |
| 14   | Marilena Fois        | Sinis Oristano               | 00:28:48 | 02:47:36 | 01:06:17 | 04:26:47 |
| 15   | Roberta Sampietro    | Alba Triathlon               | 00:31:23 | 03:03:45 | 01:00:10 | 04:39:25 |
| 16   | Valeria Tina Bianchi | Treehouse Triathlon          | 00:28:29 | 03:32:06 | 01:12:31 | 05:18:04 |